# ČAFC Praga
Český Athletic & Football Club Praga este unul dintre cele mai vechi cluburi de fotbal din Cehia, cu sediul în Praga.

## Istoric
La 15 noiembrie 1899 avea să fie fondat clubul  Český Athletic & Football Club Královské Vinohrady. Clubul era cam al treilea în ierarhia celor mai puternice cluburi de fotbal din Regatul Boemiei. 
Sub această denumire a participat în prima copetiție intercluburi din Europa - Cupa Challenge. 

## Denumiri
- 1899 - 1918 ČAFC Královské Vinohrady
- 1918 - 1948 ČAFC Vinohrady
- 1948 - 1950 Sokol ČAFC Vinohrady
- 1951 - 1952 Instalační závody ČAFC
- 1952 - 1953 Tatran Stavomontáže B
- 1953 - 1968 Tatran Pozemní stavby
- 1968 - 1979 ČAFC Praha
- 1979 - 1990 Tatran Stavební závody
- 1990 - azi. ČAFC Praha

## Palmares
- Campionatul Boemiei și al Moraviei 1902